# 오토커닐링구스
오토커닐링구스(영어: Autocunnilingus)는 자위행위의 한 형태로 여성이 자신의 생식기를 빨거나 혀를 사용하여 스스로 수행하는 오럴섹스(커닐링구스)이다. 
이 행위를 수행할 때에는 곡예사처럼 비정상적으로 높은 수준의 유연성이 필요하다. 오토커닐링구스가 가능한 것인가?라는 의문과 함께 이 행위는 안정적으로 문서화되지 않았다. 하지만 남성보다 상체가 짧고 훨씬 유연한 몸을 갖고 있는 여성은 종종 이 행위에 실제로 성공하고 있다.

## 같이 보기
- 커닐링구스
- 자위행위